# دبیرخانه بخش واوونیا
دبیرخانه بخش  (به لاتین: Vavuniya Divisional Secretariat) یک منطقهٔ مسکونی در سری‌لانکا است که در منطقهٔ واوونیا واقع شده‌است.